# Eucla
Eucla (86 habitants) est un village situé sur l'Eyre Highway, sur la côte méridionale de l'Australie-Occidentale, à 1 434 km à l'est de Perth, à 11 km de la frontière avec l'Australie-Méridionale.
Disposant d'un hôtel et d'une station d'essence, le village est le principal point d'arrêt des voyageurs entre Norseman et Ceduna.
Autrefois situé plus près de la côte, le village a dû être déplacé car l'arrivée des lapins a déstabilisé la dune qui jouxtait le village et celui-ci a dû être évacué, envahi par le sable. Les ruines de l'ancien bureau des télégraphes sont encore visibles.
Le nom du village est d'origine aborigène.
Quoique situé en Australie-Occidentale, le village utilise traditionnellement l'heure de l'Australie-Méridionale, le changement d'heure se faisant à Caiguna, un peu plus à l'ouest.

## Galerie

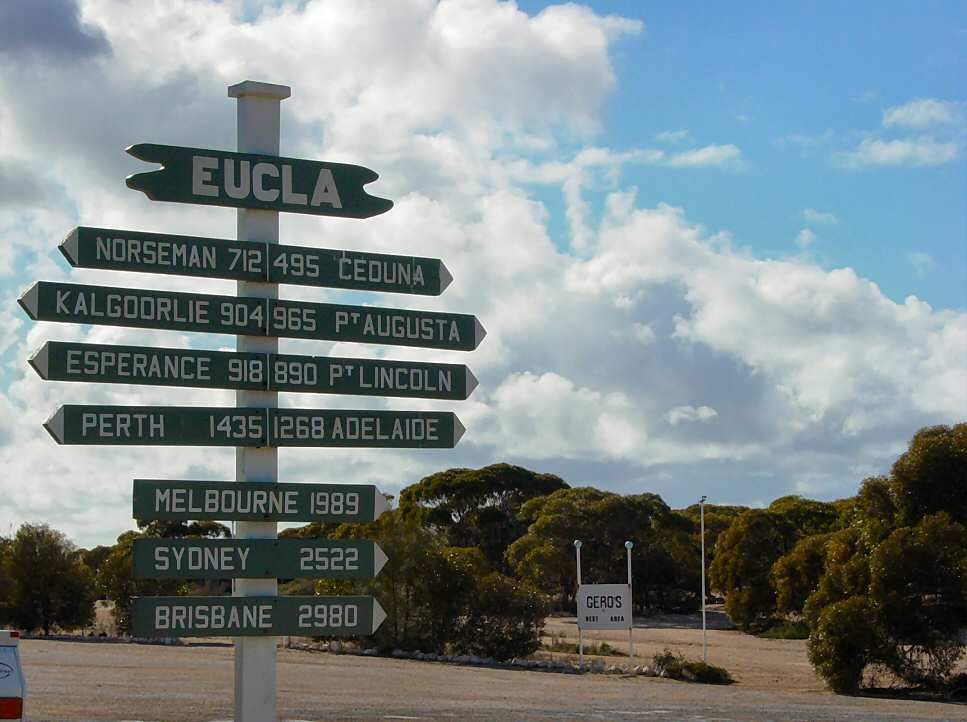
Panneau routier d'Eucla